# Brzeziny
Pour les articles homonymes, voir Brzeziny (homonymie).
Brzeziny (prononciation [bʐɛˈʑinɨ]) est une ville située dans le powiat de Brzeziny, dans la voïvodie de Łódź, située dans le centre de la Pologne.
L'ancienne forêt de bouleaux sur laquelle est construite la ville, est à l'origine de son nom (brzozy signifie bouleau).
Elle est le siège administratif (chef-lieu) du powiat de Brzeziny et de la gmina de Brzeziny.
Brzeziny se situe à environ 21 kilomètres (km) au sud de Łódź (capitale de la voïvodie) et à 101 kilomètres au sud-ouest de Varsovie (capitale de la Pologne).
Sa population s'élevait à 11 417 habitants en 2006 répartie sur une superficie de 29,58 km².

## Histoire
Les premiers documents de Brzeziny noent que Brzeziny obtient le statut de ville en 1332.
Les premières traces de la ville datent du XIe siècle. Au XIXe et XXe siècle, Brzeziny est réputée pour son industrie textile et ses tailleurs. La population s'élève à 9 641 habitants en 1900, 17 108 en 1913 dont 54,4 % de Juifs.
Durant la Seconde Guerre mondiale, en mai 1940, les Nazis établissent un ghetto dans une partie de la ville. Celui-ci est liquidé en mai 1942, la plupart des habitants sont déplacés vers le ghetto de Łódź. Durant l’occupation nazie, l’administration du Wartheland a renommé Brzeziny en Löwenstadt (la ville du Lion), d'après le surnom du général Karl Litzmann (le lion de Brzeziny) qui avait pris la ville en 1914 lors de la bataille de Łódź).

## Administration
De 1975 à 1998, la gmina est attachée administrativement à la voïvodie de Piotrków.

Depuis 1999, elle fait partie de la voïvodie de Łódź.

## Structure du terrain
D'après les données de 2007, la superficie de Brzeziny est de 29,58 kilomètres carrés, répartis comme tel :
- terres agricoles : 80 %
- forêts : 2 %

La commune représente 6,02 % de la superficie du powiat.

## Démographie
Données du 31 décembre 2007 :
| Description        | Total  | Total | Femmes | Femmes | Hommes | Hommes |
| ------------------ | ------ | ----- | ------ | ------ | ------ | ------ |
| Unité              | Nombre | %     | Nombre | %      | Nombre | %      |
| Population         | 12 303 | 100   | 6 451  | 52,4   | 5 852  | 47,6   |
| Densité (hab./km²) | 570    | 570   | 299    | 299    | 271    | 271    |

## Jumelages
- Saint-Alban (France) depuis 2010
- Salgareda (Italie) depuis 2010

## Personnalités liées à la ville
- Andrzej Frycz Modrzewski (1503-1572), érudit de la Renaissance polonaise , humaniste et théologien, appelé « le père de la démocratie polonaise »
- Grzegorz Paweł z Brzezin (1525-1591), écrivain et théologien socinien
- Adam Burski ou Bursius (1560-1611), philosophe polonais
- Karl Litzmann (1850-1936), militaire et homme politique allemand, qui a pris la ville en 1914.
- Abraham Icek Tuschinski (1886-1942), homme d'affaires
- Julian Grobelny (1893-1946), socialiste polonais, y est né.
- Georg Wannagat (1916-2006), juriste
- Zbigniew Zamachowski (1961-), acteur polonais

## Galerie
Quelques vues de la ville

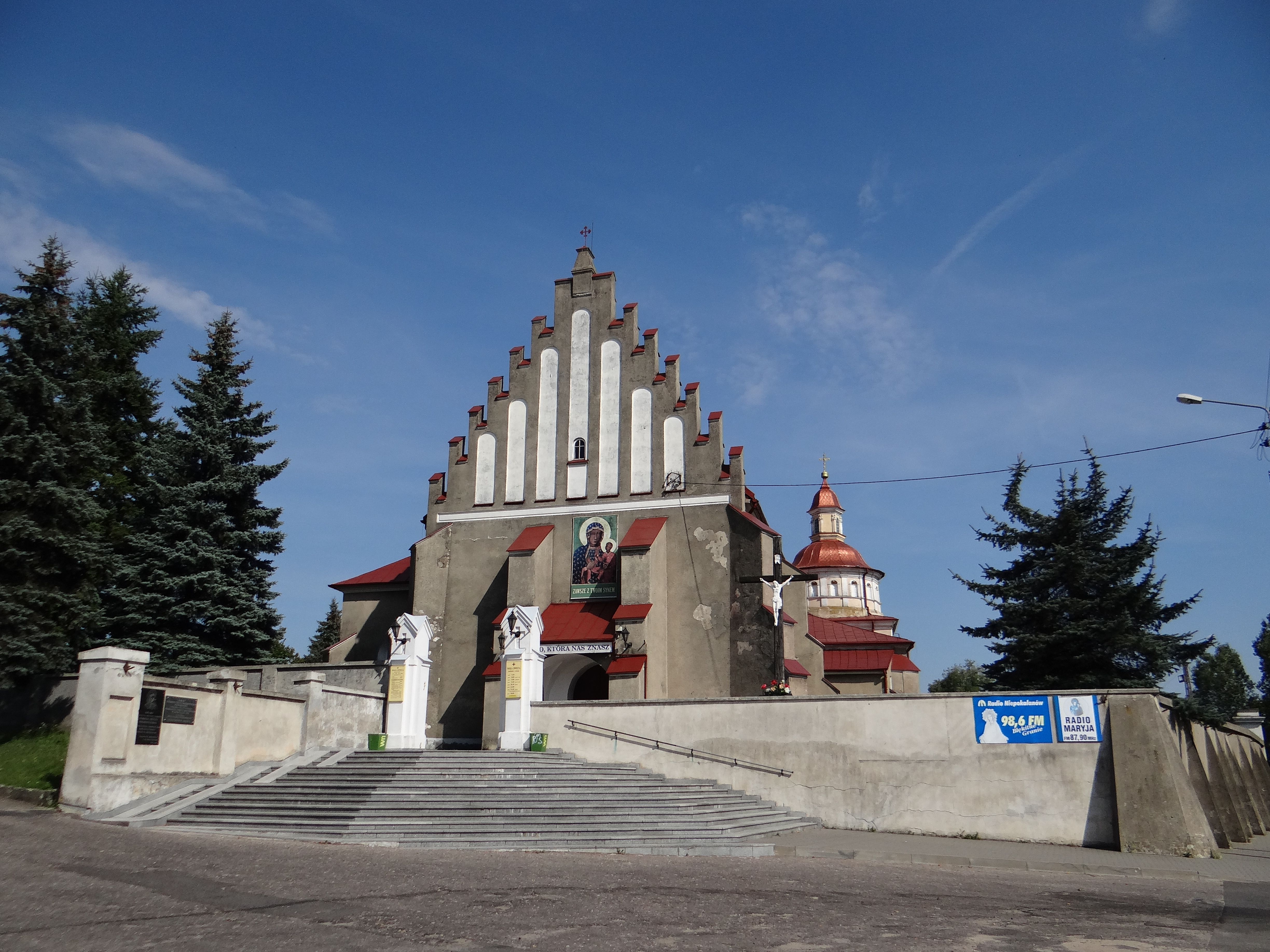
Église Sainte-Croix
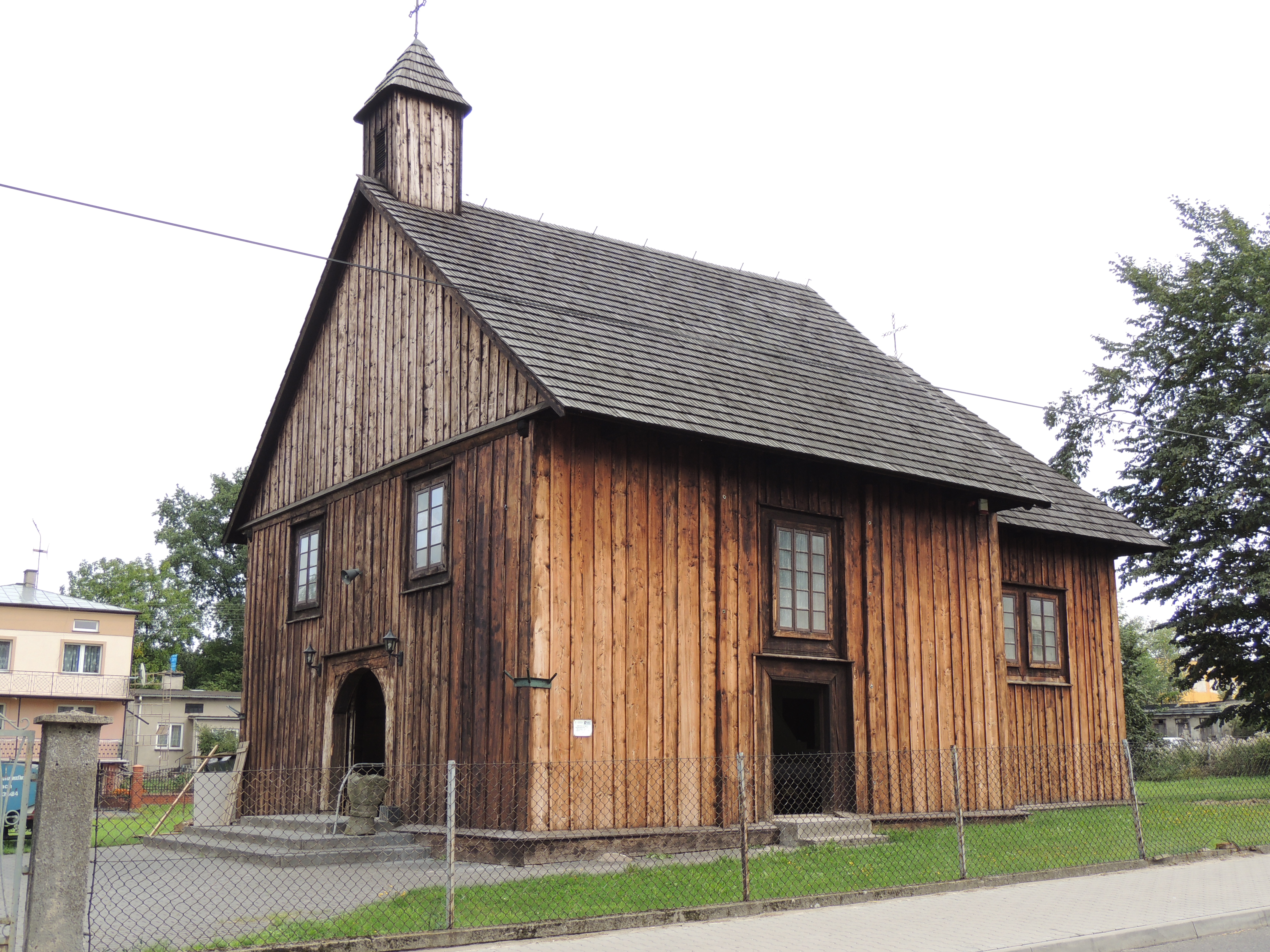
Église en bois Sainte Anne (1719)
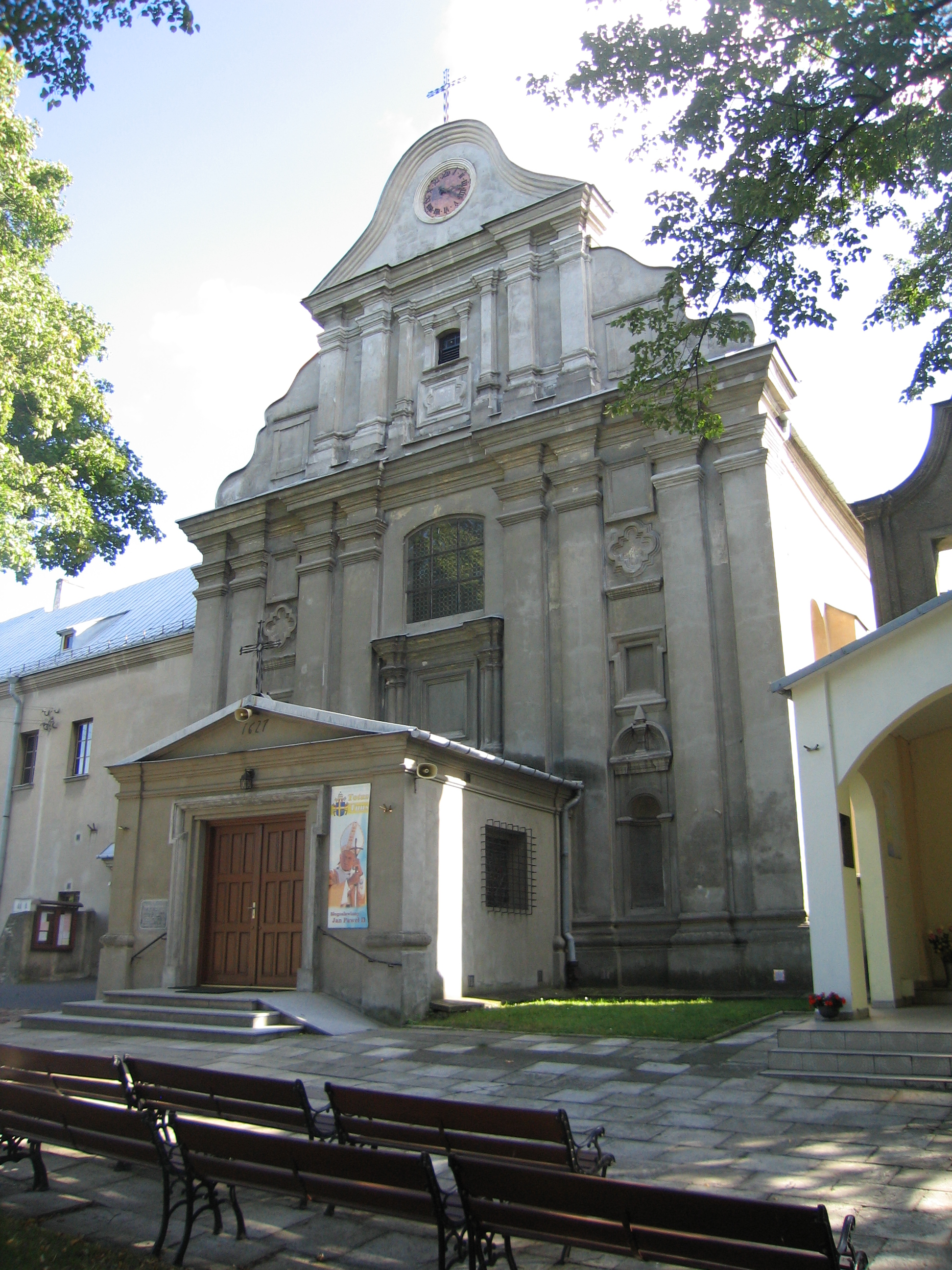
Église Saint François d'Assise
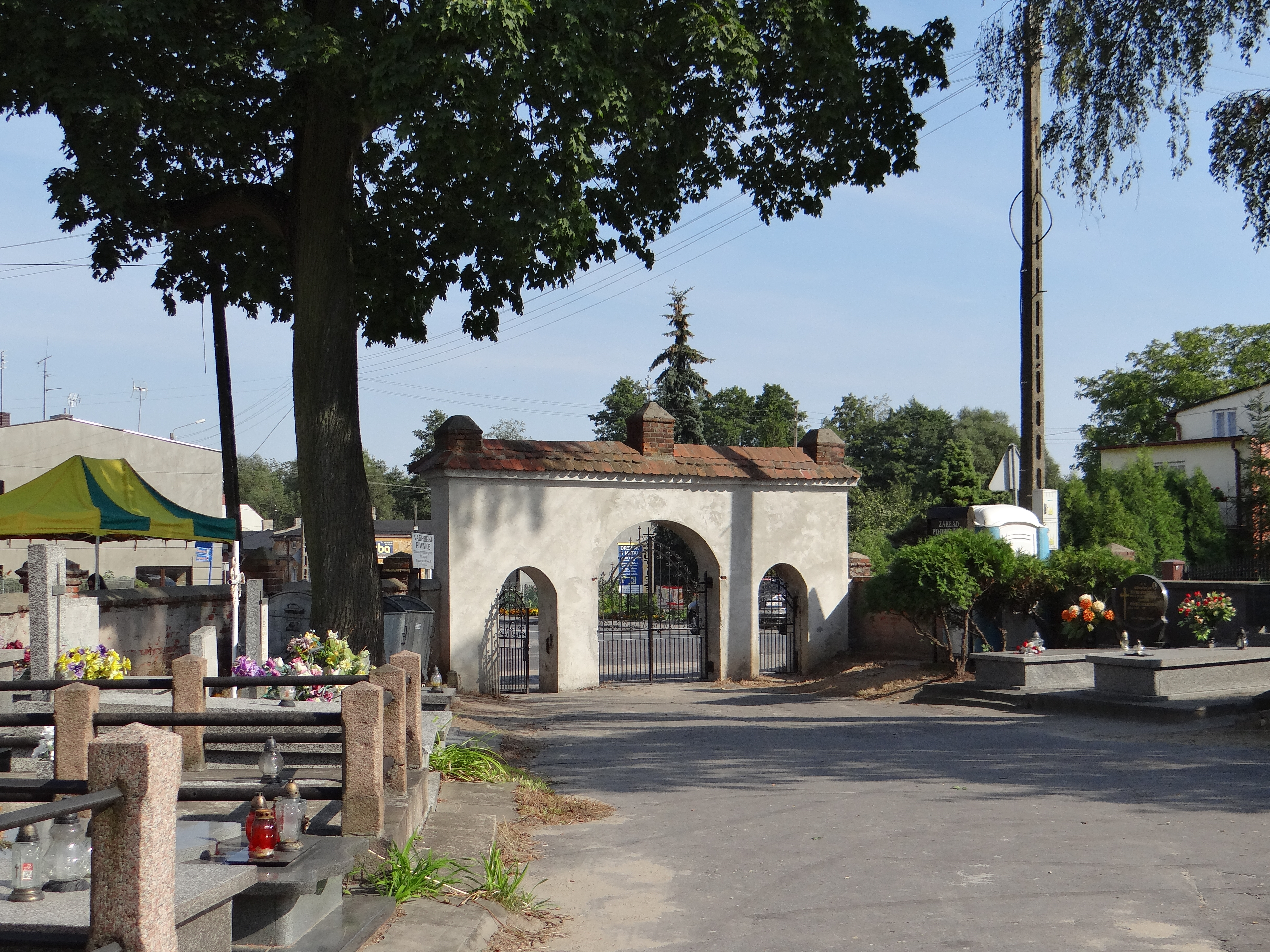
Cimetière catholique romain de Brzeziny
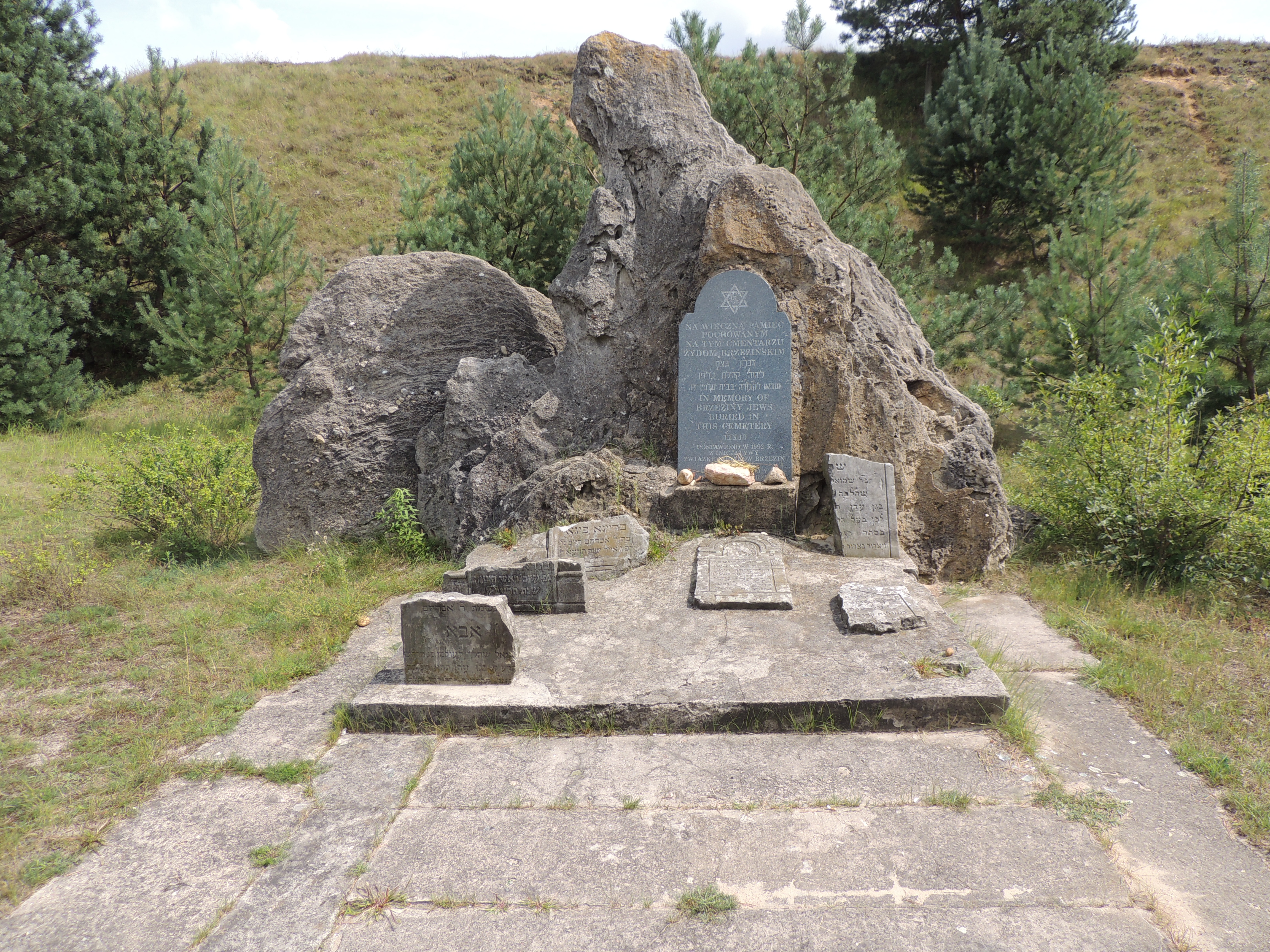
Cimetière juif de Brzeziny